# Edvin Loach and Saltmarshe
Edvin Loach and Saltmarshe är en civil parish i Storbritannien.   Den ligger i grevskapet Herefordshire och riksdelen England, i den södra delen av landet, 180 km väster om huvudstaden London.